# Brunau (Luhe)
Die Brunau ist ein kleiner, 10,3 km langer Fluss im Landkreis Heidekreis in der Lüneburger Heide.

## Geografie

### Verlauf
Die Brunau entspringt südlich von Niederhaverbeck im Naturschutzgebiet Lüneburger Heide. Bei Hützel, einem Ortsteil im Nordosten von Bispingen, mündet sie nach generell ostwärtigem Verlauf linksseitig in die Luhe, die sie dort an oberirdischem Einzugsgebiet und Länge deutlich übertrifft.
In ihrem Einzugsgebiet befindet sich der Steingrund, der größte geschlossene Wacholderbestand des Naturschutzgebietes Lüneburger Heide. Nach dem Bach war auch die Raststätte Brunautal (seit 2018 Lüneburger Heide) an der A 7 benannt. Oberhalb der querenden Autobahn ist die Brunau zu einem See gestaut, der zusammen mit dem langen Steilufer der nördlichen Talseite die touristische Attraktivität des Brunautals ausmacht.
Siehe auch: Brunau (Örtze), ein Bach im Landkreis Celle, der in die Örtze mündet.

## Zustand
Die Wasserqualität der Brunau verschlechtert sich auf ihrem Lauf, im Norden von Bispingen bis zur Mündung in die Luhe, von der Güteklasse II: mäßig belastet, auf die Güteklasse II – III: kritisch belastet.

## Befahrungsregeln
Wegen intensiver Nutzung der Luhe durch Freizeitsport und Kanuverleiher erließ der Landkreis Harburg 2002 eine Verordnung unter anderem für die Luhe, ihre Nebengewässer und der zugehörigen Uferbereiche, die den Lebensraum von Pflanzen und Tieren schützen soll. Seitdem ist das Befahren und Betreten der Brunau ganzjährig verboten.